# Michele Loffredo

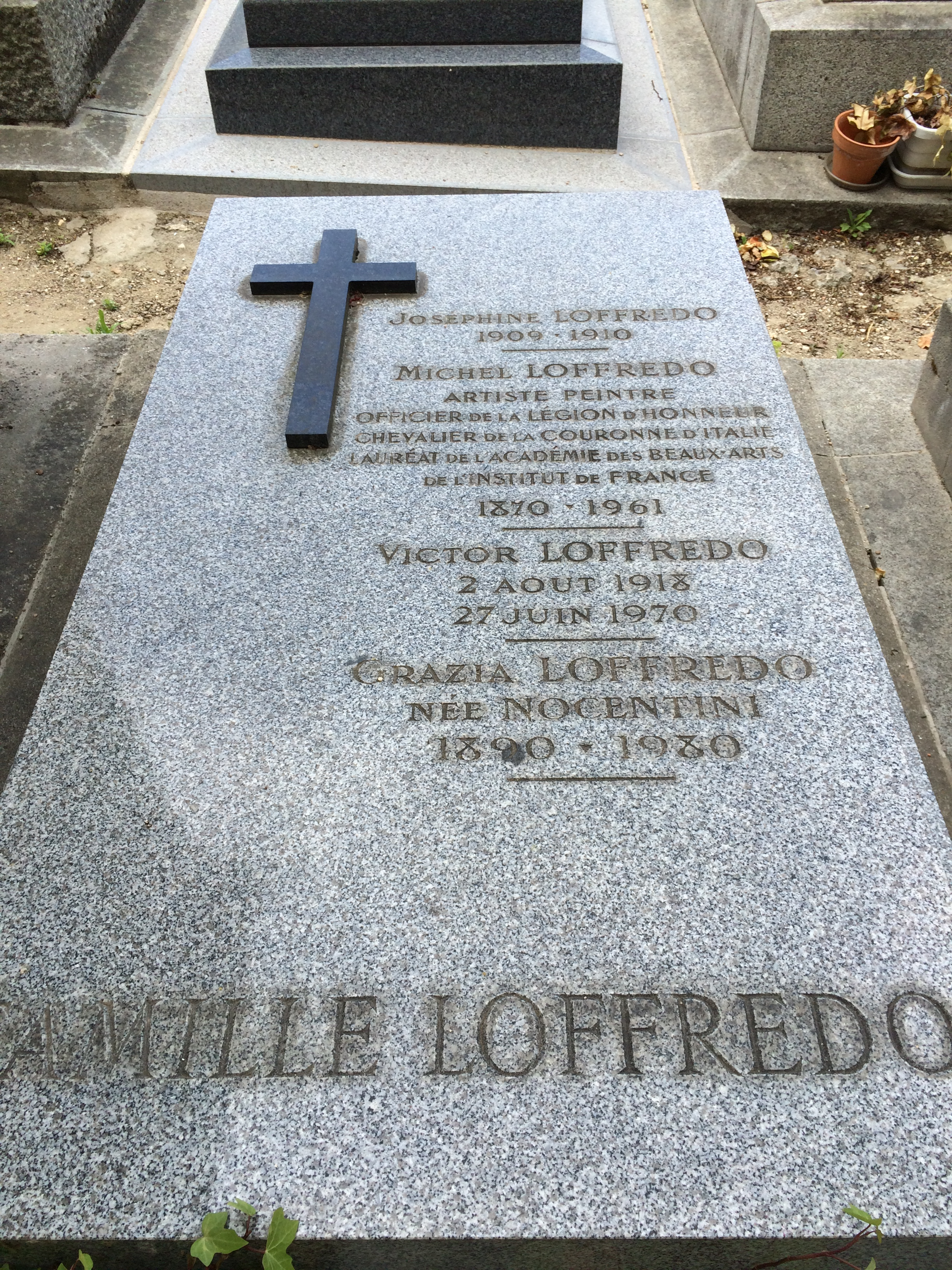
Sépulture de Michel Loffredo au cimetière du Montparnasse (div. 7) à Paris.

Michele Loffredo, né le 3 octobre 1870 à Torre del Greco et mort le 1er septembre 1961 à Paris, est un peintre italien.

## Biographie
Michele Loffredo est le fils de Francesco Loffredo et Giuseppa Cozzolino.
Élève de Mancini et Morelli à l'académie des Beaux-Arts de Naples, il est diplômé en 1892, puis part au Caire où il séjourne jusqu'en 1900.
Il épouse Grazia Nocentini (1890-1980) et la famille s'agrandit dès 1910.
Il se fixe ensuite à Paris, fréquente l'académie Julian auprès de Jean-Paul Laurens et Jules Adler et expose au Salon à partir de 1904.
En 1913, il remporte le prix Eugène-Piot pour son tableau Soins maternels.
Il obtient une médaille d'argent en 1913 et la médaille d'or en 1928. 
En 1924, il est promu au grade de chevalier dans l'ordre de la Couronne d'Italie.
Il meurt à son domicile de la rue Vercingétorix à l'âge de 90 ans. Il est inhumé le 5 septembre 1961 au cimetière du Montparnasse.